# Tomoya Takahata
Tomoya Takahata (髙畑 智也 Takahata Tomoya?), född 4 december 1994 i Hyōgo prefektur, är en japansk fotbollsspelare.
Takahata började sin karriär 2017 i SC Sagamihara.